# Birgitz
Birgitz är en ort och kommun i distriktet Innsbruck-Land i förbundslandet Tyrolen i Österrike. Kommunen har 1 511 invånare (2024).Väster om Birgitz ligger Axams och öster om ligger Götzens. Den ligger 10 km väster om Tyrolens huvudstad Innsbruck.

## Kända personer från Birgitz
- Emil Strohal, österrikisk-tysk jurist